# Thalassery
Thalassery (Malayalam: തലശ്ശേരി Talaśśēri [ˈt̪aləɕːeːɾi]), früher anglisiert Tellicherry, ist eine Stadt im indischen Bundesstaat Kerala. Sie liegt an der Malabarküste im Distrikt Kannur im Norden Keralas rund 20 Kilometer südlich der Distrikthauptstadt Kannur (Cannanore) und rund 70 Kilometer nördlich von Kozhikode (Calicut). Die Stadt ist Verwaltungssitz des Taluks (Sub-Distrikts) Thalassery. Mit 99.386 Einwohnern (Volkszählung 2001) ist Thalassery die einwohnerstärkste Stadt des Distrikts Kannur und achtgrößte Stadt Keralas.
Im Jahr 1683 oder 1684 trat der Raja von Kolattiri, ein lokaler Herrscher, Thalassery an die Britische Ostindien-Kompanie ab, die hier eine Faktorei errichtete. Damit war Thalassery die erste britische Besitzung an der Malabarküste und stand in Konkurrenz mit den nahegelegenen niederländischen und französischen Besitzungen Kannur und Mahé. 1708 entstand das Fort Thalassery zum Schutz der Faktorei. Während des Zweiten Mysore-Krieges belagerten die Truppen Mysores von 1780 bis 1782 erfolglos Thalassery. Nach Abschluss der Mysore-Kriege wurde Thalassery gemeinsam mit den umliegenden Gebieten endgültig zu einem Teil Britisch-Indiens.
Im 19. Jahrhundert befand sich in Thalassery eine Missionsstation der protestantischen Basler Mission. Hier wirkte von 1839 bis 1859 Hermann Gundert, der Großvater Hermann Hesses, der in Kerala für seine Verdienste um die Erforschung des Malayalam hoch geachtet wird. 
Tellicherry-Pfeffer wird der Pfeffer aus der Region genannt, wenn er in vollreifem Zustand von Hand gepflückt wird.

## Bilder

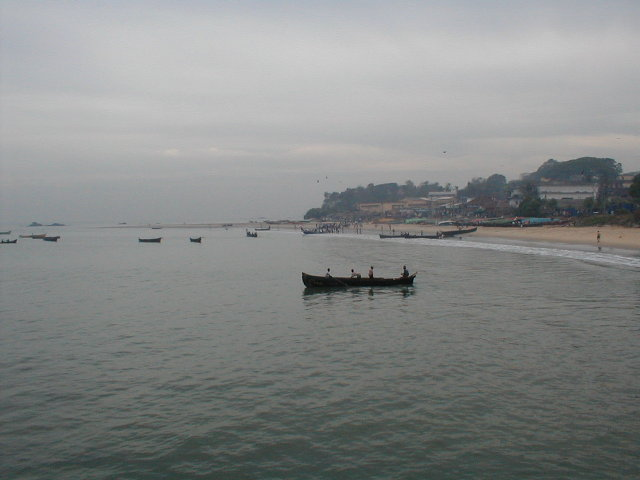
Fischerboote am Strand von Thalassery
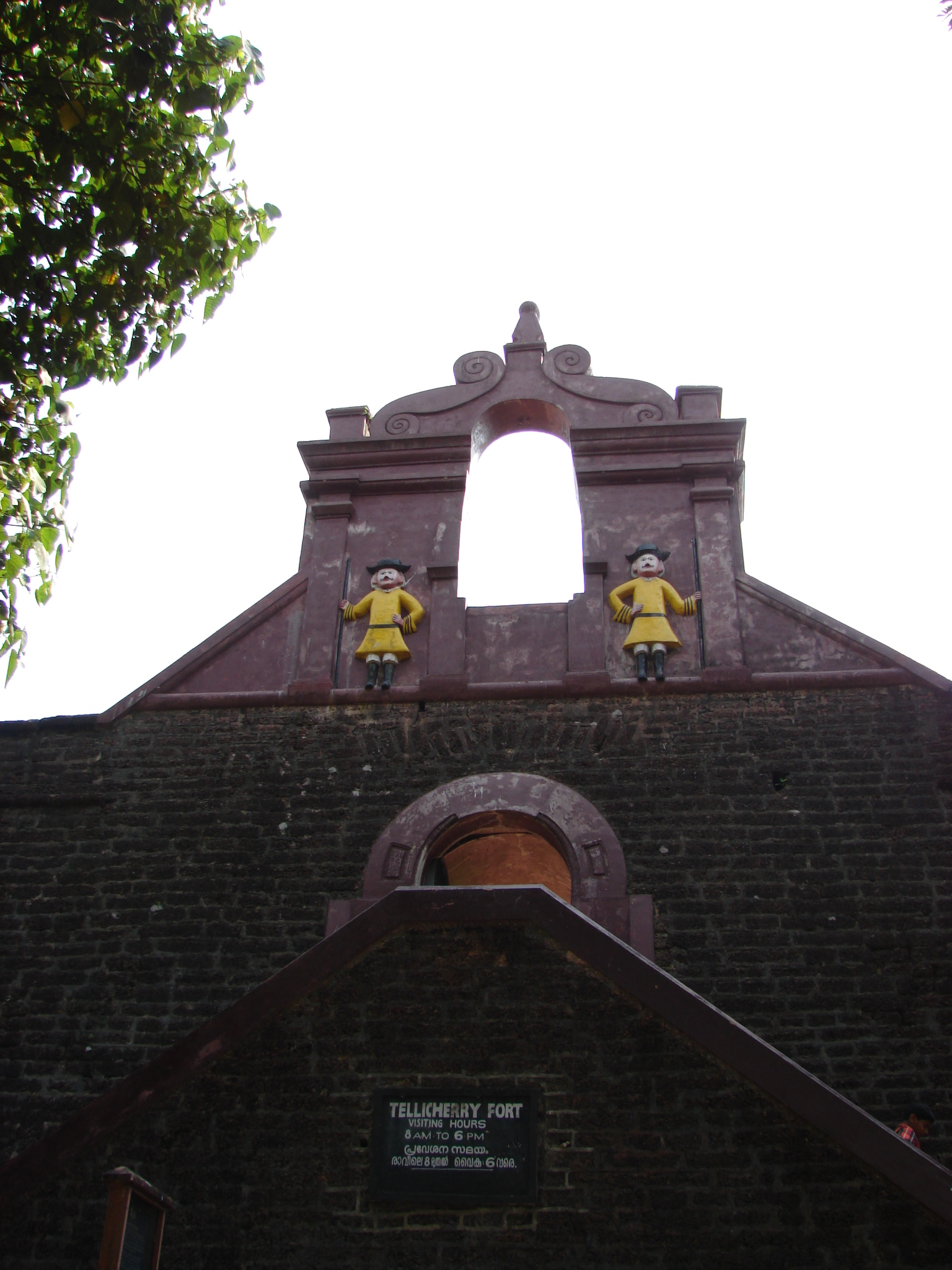
Das Fort Thalassery
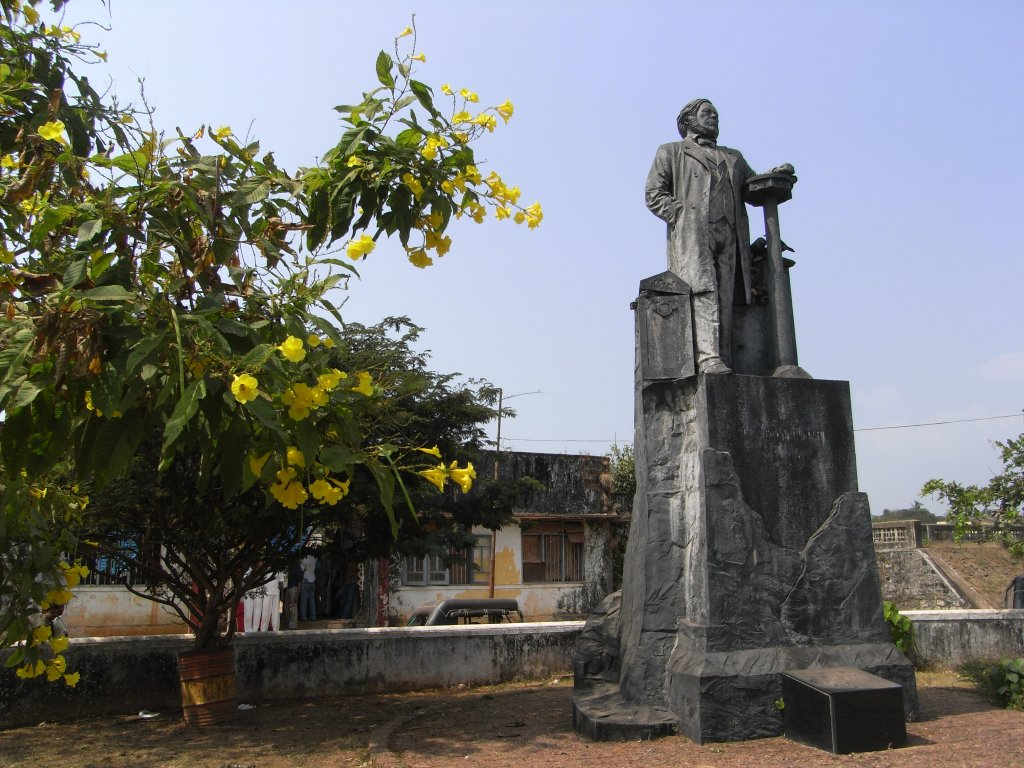
Statue Hermann Gunderts in Thalassery